# Juan Francisco Jiménez Romano
Juan Francisco Jiménez Romano (Castellón de la Plana, 16 de marzo de 1981) es un deportista español que compitió en natación adaptada. Ganó tres medallas en los Juegos Paralímpicos de Verano, en los años 1996 y 2000.

## Palmarés internacional
| Juegos Paralímpicos | Juegos Paralímpicos      | Juegos Paralímpicos | Juegos Paralímpicos   |
| Año                 | Lugar                    | Medalla             | Prueba                |
| ------------------- | ------------------------ | ------------------- | --------------------- |
| 1996                | Atlanta (Estados Unidos) | Medalla de bronce   | 4 × 100 m libre S7-10 |
| 2000                | Sídney (Australia)       | Medalla de plata    | 400 m libre S8        |
| 2000                | Sídney (Australia)       | Medalla de bronce   | 100 m libre S8        |